# Iraklis BC
Gymnastikos Syllogos Iraklis Basketball Club (en griego: Γυμναστικός Σύλλογος Ηρακλής Κ.Α.Ε.), es un equipo de baloncesto griego con sede en Salónica, que disputa la competición de la A2 Ethniki. Disputa sus partidos como local en el Ivanofio, con capacidad para 2.443 espectadores.

## Historia
Forma parte de un club polideportivo creado en 1899, el Gymnastic Club Iraklis Thessaloniki, al que también pertenece la sección de fútbol, el Iraklis FC, aunque la sección de baloncesto no se fundó hasta 1922. El nombre del equipo proviene del dios griego Hércules. Ganó el primer Campeonato de Grecia, en 1928, repitiendo título en 1935. Ya en la era moderna, permaneció en la A1 Ethniki hasta el año 2006, logrando sus mejores clasificaciones en 1995 y 2004, quedando en tercera posición. Participó en 16 ocasiones en competiciones europeas, siendo su mejor resultado las semifinales alcanzadas en la Copa Saporta en 1995 y 1997.

## Palmarés
- Campeonato de Grecia: 2 (1928, 1935)
- Subcampeón de la Copa de baloncesto de Grecia 3 (1981, 1994, 1996)

## Jugadores destacados
| - Dimitris Diamantidis - Lazaros Papadopoulos - Sofoklis Schortsianitis - Nikos Hatzivrettas - Giorgos Karagoutis - Jure Zdovc | - Walter Berry - Roy Tarpley - Xavier McDaniel - James Donaldson - Buck Johnson - Sam Clancy Jr. |